# Live from the Royal Albert Hall
Live from the Royal Albert Hall ist das vierte Livealbum des amerikanischen Bluesrock-Musikers Joe Bonamassa. Es wurde am 4. Mai 2009 in der Royal Albert Hall in London aufgenommen. Im September 2009 wurde es unter dem Label J&R Adventures veröffentlicht.

## Titelliste
CD 1
1. Django (Robert Bosmans, Etienne Lefebvre) – 3:43
2. The Ballad of John Henry (Joe Bonamassa) – 6:47
3. So, It’s Like That (Bonamassa, Mike Himelstein) – 2:55
4. Last Kiss (Bonamassa) – 7:18
5. So Many Roads (Marshall Paul) – 6:15
6. Stop! (Greg Sutton, Bruce Brody) – 5:56
7. Further On up the Road mit Eric Clapton (Don Robey, Joe Veasey) – 5:44
8. Woke Up Dreaming (Bonamassa, Will Jennings) – 10:06
9. High Water Everywhere (Charlie Patton) – 5:07
10. Sloe Gin (Bob Ezrin, Michael Kamen) – 8:18
11. Lonesome Road Blues (Bonamassa) – 4:37

CD 2
1. Happier Times (Bonamassa) – 7:22
2. Your Funeral My Trial mit Paul Jones (Willie Williamson) – 4:05
3. Blues Deluxe (Jeff Beck, Rod Stewart) – 9:13
4. Story of a Quarryman (Bonamassa) – 5:14
5. The Great Flood (Bonamassa) – 7:52
6. Just Got Paid (Billy Gibbons, Bill Ham) – 10:44
7. Mountain Time (Bonamassa, Jennings) – 10:43
8. Asking Around for You (Bonamassa, Himelstein) – 10:01

## Rezeption, Charts, Verkäufe
Die Musik-Website Allmusic bewertete das Album mit vier von fünf Sternen. Kritiker Steve Leggett kommentierte, dass es ein einfach wundervolles Album sei, voll großartigem Gitarrenspiel, solidem Gesang und mit Bläsern und zwei Schlagzeugern einen vollen und majestätischen Klang habe („simply wonderful, full of great guitar playing, solid singing, and with a horn section and double drummers on board, the sound is full and even majestic“).
Das Album erreichte 2009 Platz 56 der deutschen Charts und blieb eine Woche in den Charts. 2010 platzierte sich Live from the Royal Albert Hall auf Rang zwei der US-amerikanischen Top-Blues-Album-Charts.
Videoverkäufe

| Land/Region                  | Auszeichnungen für Musikverkäufe (Land/Region, Auszeichnung, Verkäufe) | Verkäufe |
| ---------------------------- | ---------------------------------------------------------------------- | -------- |
| Deutschland (BVMI)           | Gold                                                                   | 25.000   |
| Vereinigte Staaten (RIAA)    | Platin                                                                 | 100.000  |
| Vereinigtes Königreich (BPI) | Gold                                                                   | 25.000   |
| Insgesamt                    | 2× Gold · 1× Platin ·                                                  | 150.000  |